# Autriche aux Jeux olympiques d'hiver de 1928
Cet article contient des informations sur la participation et les résultats de l'Autriche aux Jeux olympiques d'hiver de 1928 à Saint-Moritz en Suisse. L'Autriche était représentée par 44 athlètes. 
La délégation autrichienne a récolté quatre médailles : trois d'argent et une de bronze. Elle a terminé au 7e rang du classement des médailles.

## Médailles
| Médaille                            | Nom                          | Sport               | Compétition       |
| ----------------------------------- | ---------------------------- | ------------------- | ----------------- |
| Médaille d'argent, Jeux olympiques  | Willy Böckl                  | Patinage artistique | Individuel hommes |
| Médaille d'argent, Jeux olympiques  | Fritzi Burger                | Patinage artistique | Individuel femmes |
| Médaille d'argent, Jeux olympiques  | Lilly Scholz Otto Kaiser     | Patinage artistique | Couples           |
| Médaille de bronze, Jeux olympiques | Melitta Brunner Ludwig Wrede | Patinage artistique | Couples           |